# Next Topmodel
Next Topmodel oder auch Top Model ist eine international gebräuchliche Bezeichnung für Castingshows, die auf dem Format von America’s Next Top Model basieren.

## Entstehung und Entwicklung des Show-Konzepts
Die Idee zum Format Next Topmodel stammt von Tyra Banks, die erstmals 2003 mit einer entsprechenden Staffel auf Sendung ging. Über 100 glokalisierte Adaptionen werden diesem Showformat inzwischen weltweit zugerechnet, gefolgt von etlichen Klonformaten, die auf derselben Grundidee basieren. Heidi Klum, die Moderatorin der deutschen Ausgabe, wurde durch einen vergleichbaren Wettbewerb entdeckt (Model ’92).

## Konzept

### Staffel
Das Ziel einer Staffel ist es, einer jungen Frau (in neueren Staffeln auch einem jungen Mann) den Einstieg in die Modebranche als Model zu vereinfachen. Seit 2013 können in den USA auch Männer teilnehmen, seit 2014 ist dies auch in Österreich und seit 2024 in Deutschland möglich. Die Sieger der Staffel erhalten einen Sach- oder Geldpreis, ein Shooting für ein Titelbild eines bekannten Modemagazins und einen zunächst befristeten Modelvertrag in einer renommierten Agentur. 
Ermittelt wird das „nächste Topmodel“ durch einen mehrwöchigen Wettstreit. Je nach Land gibt es 10 bis 25 Finalisten je Staffel, die in wöchentlichen „Challenges“ (Aufgaben) um Modeljobs, Geschenke und den Gesamtsieg wetteifern. Pro Jahr wird eine Staffel abgedreht, die je nach Teilnehmerzahl über mehrere Monate laufen kann.
In jeder Staffel gibt es mindestens einen Auslandsaufenthalt, damit die Teilnehmer auch internationale Erfahrungen sammeln können. Je nach Land ist die Dauer und der Ort des Aufenthaltes unterschiedlich, zumeist geht es aber zu bekannten Modemetropolen wie Paris, London, Mailand oder New York.

### Die einzelnen Folgen
Die Sendedauer einer Folge beläuft sich auf eine bis zwei Stunden und umschreibt die Erfahrungen einer Woche. Zum Abschluss der Woche gibt es für alle Teilnehmer ein Fotoshooting, das unter einem bestimmten Motto steht (zum Beispiel: „Farbe im Gesicht“) und von einem bekannten Fotografen inszeniert wird. Der Teilnehmer, der nach Meinung der Jury am wenigsten tauglich für eine erfolgreiche Modelkarriere erscheint, erhält kein weiteres Bild für seine Fotomappe und muss aus der Sendung ausscheiden.

### Moderation
Die Moderation der Sendung übernimmt die Vorsitzende der Jury, die meist ein internationales Topmodel des Landes ist. Viele der Sendungen werden von einem der so genannten Supermodels der 1990er Jahre moderiert.

### Jury
Die Jury besteht zumeist aus drei bis vier Personen, die vorwiegend aus der Werbe- und Modebranche stammen. Oftmals gibt es auch Gastjuroren, die für eine Woche die Entwicklungen der Teilnehmer begleiten.

## Ausgaben
Adaptionen der Sendung alphabetisch nach Land geordnet, beginnend mit dem Ursprungsformat.

Die Jahreszahl bezieht sich auf die erstmalige Ausstrahlung im TV.
| Land / Region                 | Titel der Sendung                    | Logo                                 | Sender                                                     | Staffel und Siegerin | Moderation                                                                                               | Bild der aktuellen Moderatorin |
| ----------------------------- | ------------------------------------ | ------------------------------------ | ---------------------------------------------------------- | --- | --- | ------------------------------ |
| Vereinigte Staaten            | America’s Next Top Model             | America’s Next Top Model             | UPN Staffel 1–6) The CW (Staffel 7–22) VH1 (Staffel 23–24) | Staffel 1, 2003 Adrianne Curry Staffel 2, 2004 Yoanna House Staffel 3, 2004 Eva Pigford Staffel 4, 2005 Naima Mora Staffel 5, 2005 Nicole Linkletter Staffel 6, 2006 Danielle Evans Staffel 7, 2006 CariDee English Staffel 8, 2007 Jaslene Gonzales Staffel 9, 2007 Saleisha Stowers Staffel 10, 2008 Whitney Thompson Staffel 11, 2008 McKey Sullivan Staffel 12, 2009 Teyona Anderson Staffel 13, 2009 Nicole Arianna Fox Staffel 14, 2010 Krista White Staffel 15, 2010 Ann Ward Staffel 16, 2011 Brittani Kline Staffel 17, 2011 Lisa D'Amato Staffel 18, 2012 Sophie Sumner Staffel 19, 2012 Laura James Staffel 20, 2013 Jourdan Miller Staffel 21, 2014 Keith Carlos Staffel 22, 2015 Nyle DiMarco Staffel 23, 2016 India Gants Staffel 24, 2018 Kyla Coleman | Staffel 1–22 Tyra Banks Staffel 23 Rita Ora Staffel 24 Tyra Banks                                        | Tyra Banks                     |
| Afrika                        | Africa’s Next Top Model              |                                      | Africa Magic                                               | Staffel 1, 2013 Aamito Lagum | Staffel 1 Oluchi Onweagba                                                                                |                                |
| Asien                         | Asia’s Next Top Model                | Asia’s Next Top Model                | StarWorld(Staffel 1–5), Fox Life (Staffel 6)               | Staffel 1, 2012, Jessica Amornkuldilok Staffel 2, 2014, Sheena Liam Staffel 3, 2015, Ayu Gani Staffel 4, 2016, Tawan Kedkong Staffel 5, 2017, Maureen Wroblewitz Staffel 6, 2018, Dana Slosar | Staffel 1–2 Nadya Hutagalung Staffel 3–4 Georgina Wilson Staffel 4–6 Cindy Bishop                        | Nadya Hutagalung               |
| Australien                    | Australia’s Next Top Model           | Australia’s Next Top Model           | FOX8                                                       | Staffel 1, 2005 Gemma Sanderson Staffel 2, 2006 Eboni Stocks Staffel 3, 2007 Alice Burdeu Staffel 4, 2008 Demelza Reveley Staffel 5, 2009 Tahnee Atkinson Staffel 6, 2010 Amanda Ware Staffel 7, 2011 Montana Cox Staffel 8, 2013 Melissa Juratowitch | Staffel 1–2 Erika Heynatz Staffel 3–4 Jodhi Meares Staffel 5–7 Sarah Murdoch Staffel 8 Jennifer Hawkins  | Jennifer Hawkins               |
| Benelux                       | Benelux’ Next Top Model              |                                      | 2BE RTL5                                                   | Staffel 1, 2009 Rosalinde Kikstra Staffel 2, 2010 Melissa Baas | Staffel 1–2 Daphne Deckers                                                                               | Daphne Deckers                 |
| Kanada                        | Canada's Next Top Model              |                                      |                                                            | Staffel 1, 2006 Andrea Muizelaar Staffel 2, 2007 Rebecca Hardy Staffel 3, 2009 Meaghan Waller | Tricia Helfer                                                                                            | Tricia Helfer                  |
| Dänemark                      | Danmarks næste topmodel              | Denmark´s Next Top Model             | TV3 Kanal4 ab Staffel 4                                    | Staffel 1, 2005 Nanna S. Christensen Staffel 2, 2005 Anna Nørgaard Staffel 3, 2006 Anna Lundgaard Staffel 4, 2010 Caroline Bader Staffel 5, 2011 Julie S. Hasselby | Staffel 1–3 Anne P. Flynn Staffel 4–5 Caroline Fleming                                                   |                                |
| Deutschland                   | Germany’s Next Topmodel              |                                      | Pro7                                                       | Staffel 1, 2006 Lena Gercke Staffel 2, 2007 Barbara Meier Staffel 3, 2008 Jennifer Hof Staffel 4, 2009 Sara Nuru Staffel 5, 2010 Alisar Ailabouni Staffel 6, 2011 Jana Beller Staffel 7, 2012 Luisa Hartema Staffel 8, 2013 Lovelyn Enebechi Staffel 9, 2014 Stefanie Giesinger Staffel 10, 2015 Vanessa Fuchs Staffel 11, 2016 Kim Hnizdo Staffel 12, 2017 Céline Bethmann Staffel 13, 2018 Toni Dreher-Adenuga Staffel 14, 2019 Simone Kowalski Staffel 15, 2020 Jacqueline Wruck Staffel 16, 2021 Alex Mariah Peter Staffel 17, 2022 Lou-Anne Gleissenebner Staffel 18, 2023 Vivien Blotzki | seit Staffel 1 Heidi Klum                                                                                | Heidi Klum                     |
| Estland                       | Eesti tippmodell                     |                                      | Kanal2                                                     | Staffel 1, 2012 Helina Metsik | Staffel 1 Kaja Wunder                                                                                    |                                |
| Finnland                      | Suomen huippumalli haussa            |                                      | Nelonen                                                    | Staffel 1, 2008 Ani Alitalo Staffel 2, 2009 Nanna Grundfeldt Staffel 3, 2010 Jenna Kuokkanen Staffel 4, 2011 Anna-Sofia Ali-Sisto Staffel 5, 2012 Meri Ikonen | Staffel 1–5 Anne Kukkohovi                                                                               |                                |
| Griechenland                  | Next Topmodel                        | America’s Next Top Model             | Ant1                                                       | Staffel 1, 2009 Seraina Kazamia Staffel 2, 2010 Cindorella Toli | Staffel 1–2 Vicky Kaya                                                                                   | Vicky Kaya                     |
| Israel                        | הדוגמניות                            |                                      | Channel10                                                  | Staffel 1, 2005 Viktoriya Katzman Staffel 2, 2006 Niral Karantenaji Staffel 3, 2008 Ella Meshkauzen | Staffel 1–3 Galit Gutman                                                                                 | Galit Gutman                   |
| Italien                       | Italia’s Next Top Model              |                                      | Sky Uno                                                    | Staffel 1, 2007 Gilda Sansone Staffel 2, 2008 Michela Maggioni Staffel 3, 2009 Anastasia Silveri Staffel 4, 2011 Alice Taticchi | Staffel 1–4 Natasha Stefanenko                                                                           | Natasha Stefanenko             |
| Kroatien                      | Hrvatski Top Model                   |                                      | RTL Televizija                                             | Staffel 1, 2008 Sabina Behlić Staffel 2, 2010 Rafaela Franić | Staffel 1 Tatjana Jurić Staffel 2 Vanja Rupena                                                           |                                |
| Mongolei                      | Mongolia’s Next Top Model            |                                      | EduTV                                                      | Staffel 1, 2017 Tserendolgor Battsengel Staffel 2, 2018 tba | Staffel 1–2 Nora Dagva                                                                                   |                                |
| Neuseeland                    | New Zealand’s Next Top Model         | New Zealand’s Next Top Model         | TV3                                                        | Staffel 1, 2009 Christobelle Grierson-Ryrie Staffel 2, 2010 Danielle Hayes Staffel 3, 2011 Brigette Thomas | Staffel 1–3 Sara Tetro                                                                                   |                                |
| Niederlande                   | Holland’s Next Top Model             |                                      | RTL5                                                       | Staffel 1, 2006 Sanne Nijhof Staffel 2, 2007 Kim Feenstra Staffel 3, 2007 Cecile Sinclair Staffel 4, 2008 Ananda Marchildon Staffel 5, 2011 Tamara Slijkhuis Staffel 6, Nikki Steigenga Staffel 7, Nicky Opheij Staffel 8, Loiza Lamers | Staffel 1–2 Yfke Sturm Staffel 3–5 Daphne Deckers Staffel 6ff Anouk Smulders                             | Yfke Sturm                     |
| Österreich                    | Austria’s Next Topmodel              | Austria’s Next Topmodel              | Puls 4 (Staffel 1–7) ATV (Staffel 8) Puls 4 (Staffel 9)    | Staffel 1, 2009 Larissa Marolt Staffel 2, 2009 Aylin Kösetürk Staffel 3, 2011 Lydia Obute Staffel 4, 2012 Antonia Hausmair Staffel 5, 2013 Gréta Uszkai Staffel 6, 2014 Oliver Stummvoll Staffel 7, 2015 Fabian Herzgsell | Staffel 1–4 Lena Gercke Staffel 5–7 Melanie Scheriau Staffel 8 Eveline Hall Staffel 9 Franziska Knuppe   |                                |
| Polen                         | Top Model – Zostań Modelką           | Poland’s Next Topmodel               | TVN                                                        | Staffel 1, 2010 Paulina Papierska Staffel 2, 2011 Olga Kaczyńska Staffel 3, 2013 Zuzanna Kołodziejczyk Staffel 4, 2014 Osi Ugonoh Staffel 5, Radek Pestka | Staffel 1–5 Joanna Krupa                                                                                 | Joanna Krupa                   |
| Ruanda                        | Rwanda’s Next Top Model              | Rwanda’s Next Topmodel               | Rwanda TV                                                  | Staffel 1, 2015 aktuelle Staffel | Staffel 1 John Bunyeshuli, Blanche Majoro & Jose                                                         |                                |
| Schweden                      | Top Model Sverige                    |                                      | TV3                                                        | Staffel 1, 2005 Elina Herbeck Staffel 2, 2005 Arwen Bergström Staffel 3, 2006 Freja Kjellberg Staffel 4, 2007 Hawa Ahmed Staffel 5, 2012 Alice Herbst | Staffel 1 Mini Anden Staffel 2–3 Malin Persson Staffel 4 Vendela Kirsebom Staffel 5 Izabella Scorupco    | Izabella Scorupco              |
| Schweiz                       | Switzerland’s next Topmodel          |                                      | Pro7                                                       | Staffel 1, 2018 | Manuela Frey                                                                                             | Manuela Frey                   |
| Serbien                       | Srpski Top Model                     |                                      | Prva                                                       | Staffel 1, 2005 Neda Stojanović | Staffel 1 Ivana Stanković                                                                                |                                |
| Skandinavien                  | Scandinavia’s Next Top Model         |                                      | TV3                                                        | Staffel 1, 2005 Kine Lauvås Bakke Staffel 2, 2005 Frøydis Elvenes Staffel 3, 2006 Freja Kjellberg | Staffel 1 Georgianna Robertson Staffel 2–3 Cynthia Garrett                                               |                                |
| Thailand                      | Thailand’s Next Top Model            |                                      | ThaiTV3                                                    | Staffel 1, 2005 Shananun You | Staffel 1 Sonia Couling                                                                                  | Sonia Couling                  |
| Vereinigtes Königreich Irland | Britain and Ireland’s Next Top Model | Britain and Ireland’s Next Top Model | Sky Living                                                 | Staffel 1, 2005 Lucy Ratcliffe Staffel 2, 2006 Lianna Fowler Staffel 3, 2007 Lauren McAvoy Staffel 4, 2008 Alex Evans Staffel 5, 2009 Mecia Simson Staffel 6, 2010 Tiffany Pisani Staffel 7, 2011 Jade Thompson, Staffel 8, 2012 Letitia Herod Staffel 9, 2013 Lauren Lambert Staffel 10, 2014, Chloe Keenan Staffel 11, 2017, Olivia Wardell Staffel 12, 2017, Ivy Watson | Staffel 1 Lisa Butcher Staffel 3–5 Lisa Snowdon Staffel 6–9 Elle Macpherson Staffel 10–12 Abigail Clancy | Abigail Clancy                 |

## Einzelne Besonderheiten der nationalen Shows
- Austria’s Next Topmodel: Die Moderatorin der Show, Lena Gercke, war die Gewinnerin der ersten Ausgabe von Germany’s Next Topmodel.
- Benelux' Next Top Model: Ersetzte ab 2009 für zwei Staffeln die Show Holland’s Next Top Model. Die Kandidatinnen stammen aus den Niederlanden und Belgien.
- Scandinavia’s Next Top Model: Im skandinavischen Raum gab es für die ersten drei Staffeln eine gemeinsame Show, aus der für jedes der drei teilnehmenden Länder eine Siegerin hervorging, die dann mit ihren Kontrahentinnen um den Gesamtsieg kämpfte. Danach löste sich das Konzept in nationale Shows der einzelnen Länder auf.
- Britain & Ireland’s Next Top Model: Seit der siebten Staffel ist Irland Teil der Ausgabe des Vereinigten Königreichs.
- Asia’s Next Top Model: Ein Spin-off, in dem Models aus ganz Asien um den Titel konkurrieren.
- Rwanda’s Next Top Model, Poland's Next Top Model sowie Germany’s Next Topmodel: Gemeinsame Shows mit Kandidaten verschiedener Geschlechter.

## Wirkung der Sendung
Vor allem jüngere Mädchen sind Fans dieser Sendungen. Zu den Castings melden sich jedes Jahr hunderte bis tausende Mädchen an. Wie eine Studie des Internationalen Zentralinstituts für das Jugend- und Bildungsfernsehen belegt, haben die Teilnehmerinnen für diese Zielgruppe eine Vorbildfunktion. Die Shows vermitteln ihrem Publikum, dass jeder Traum, wenn man nur fest genug daran arbeitet, wahr werden kann. Die befragten Jugendlichen sehen Germany’s Next Topmodel gern, „weil die Sendung auch aufregende Städte, Orte und Locations zeigt“.

## Kritik
Ein häufiger Kritikpunkt weltweit ist, dass die Teilnehmerinnen so genannte „Knebelvertäge“ unterschreiben müssen, die sie für Jahre an die Produktionsfirmen der Shows binden und sie einen prozentual vergleichsweise hohen Anteil ihrer Einnahmen abtreten müssen. Dieser Anteil sei zu hoch, kritisierte vor allem in Deutschland der Verband lizenzierter Modellagenturen. Deren Geschäftsführer sagte gegenüber der Presse, dass man mit den Träumen junger Mädchen verantwortungslos umgehe.
Ein weiter häufig angeführter Kritikpunkt ist, dass man dem Publikum eine Traumwelt suggeriert, die so nicht existiert: Nicht jedes Model bekommt Topgagen, und es gibt für viele Models Phasen, in denen sie nicht für neue Jobs gebucht werden, obwohl sie sich bei etlichen Kunden vorgestellt haben.